# Castanopsis tessellata
Castanopsis tessellata är en bokväxtart som beskrevs av Paul Robert Hickel och Aimée Antoinette Camus. Castanopsis tessellata ingår i släktet Castanopsis och familjen bokväxter. Inga underarter finns listade.